# Резорт
Резорт (від англ. resort - курорт) - поєднання готелю і санаторію, самодостатнє місце, де є все необхідне для повноцінного відпочинку, оздоровлення та розваги гостей.
Поняття "резорт" з'явилось в Україні в обігу відносно недавно[джерело?].
Як правило, резорт має велику територію. Постояльці мають змогу зовсім не залишати територію резорту, оскільки тут є все, що може знадобитися людині на відпочинку:
- ресторани і бари;
- спортивні зали та басейни;
- спа і лікувальні кабінети;
- всілякі магазини;
- дискотеки, кінотеатри та інші розважальні заклади.

Резорти в більшості випадків знаходяться в безпосередній близькості від територій, багатих на природні лікувальні ресурси (клімат, мінеральні води, грязі, море, гори) або за містом, біля лісу, іншого природного багатства. Якщо резорт знаходиться біля моря, у нього обов’язково має бути облаштований пляж з усім необхідним.
Резорт - як правило є преміальним видом відпочинку, оскільки вимагає великих фінансових інвестицій для будівництва.
Задля маркетологічної привабливості іноді звичайні готелі і санаторії можуть використовувати у своїй назві поняття "резорт". Однак, оскільки чіткого визначення цього поняття у законодавстві не існує, різниця у поняттях є доволі розмита, тож звинувачувати їх в омані неможливо.